# Bonifacio Aguilar Linda
Bonifacio Aguilar Linda es un político mexicano, actualmente miembro del partido Movimiento Regeneración Nacional (Morena). Ha sido presidente municipal de Soledad Atzompa, Veracruz y diputado federal de 2018 a 2021.

## Biografía
Bonifacio Aguilar realizó estudios básicos en su municipio natal, llegando hasta la educación secundaria en 1991. Posteriormente trasladó su residencia a la ciudad de Iguala de la Independencia, estado de Guerrero, donde inició su actividad política, llegando a ser secretario de la mesa directiva del Comité de Gestión de Servicios Básicos y Regularización del Partido Progresista de Guerrero.
Posteriormente, migró a los Estados Unidos, donde laboró como ayudante de cocina en la ciudad de Nueva York. Retornó y se estableció en Soledad Atzompa, donde retornó a la actividad política como presidente del comité municipal del Partido del Trabajo de 2002 a 2005 y a partir de 2012 se convirtió en militante del Partido de la Revolución Democrática (PRD).
Como miembro del PRD fue postulado y electo presidente municipal de Soledad Atzompa para el periodo del 1 de enero de 2014 al 31 de diciembre de 2017. Durante su periodo fueron frecuentes sus protestas y enfrentamientos como el gobierno estatal encabezado por Javier Duarte de Ochoa.
Al término de su administración municipal dejó su militancia en el PRD y pasó a Morena, donde fue postulado en 2018 candidato a diputado federal por la coalición Juntos Haremos Historia en representación del Distrito 18 de Veracruz. Fue elegido a la LXIV Legislatura que ejercerá entre 2018 y 2021. En la Cámara de Diputados es secretario de la comisión de Pueblos Indígenas; así como integrante de la comisión de Desarrollo y Conservación Rural, Agrícola y Autosuficiencia Alimentaria; y de la comisión de Vivienda.